# かつやま恐竜の森
かつやま恐竜の森（かつやまきょうりゅうのもり 英: Katsuyama Dinosaur Forest Park）は、福井県勝山市村岡町寺尾に位置する里山の豊かな自然環境を保全した都市公園。正式名称は長尾山総合公園（ながおやまそうごうこうえん）。園内には福井県立恐竜博物館がある。

## 概要

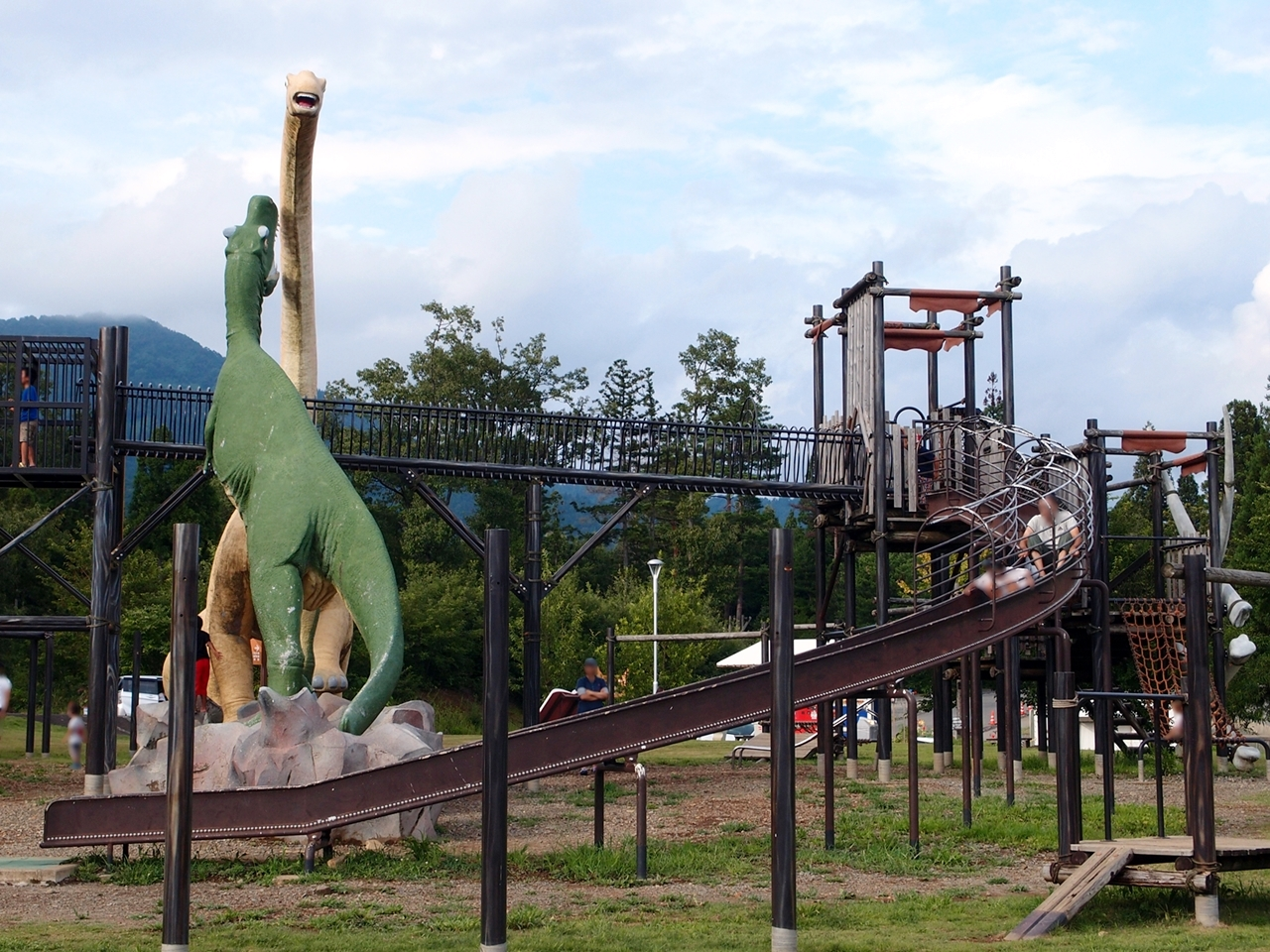
園内のティラノサウルス広場

2000年7月に開催された恐竜エキスポふくい2000の会場として整備され、エキスポ閉幕後に都市公園として市民に開放されている。公園の管理運営は勝山市から指定管理を受けたNPO法人「恐竜のまち勝山応援隊」が行っており、公園管理事務所は公園内のチャマゴンランドに設置されている。園内には福井県立恐竜博物館があるほか、化石発掘体験場や、恐竜や巨大昆虫ロボットの娯楽施設、バーベキュー場、アスレチックなどの遊具が設置されている。積雪のため、冬期には屋外施設の多くが利用できなくなるが、クロスカントリースキー体験や雪上トレッキングなどのイベントが不定期で開催される。「どきどき恐竜化石発掘ランド」では、実際の恐竜化石発掘現場と同じ約1億2000万年前の地層である手取層群北谷層の岩石を用いた化石発掘体験ができる（冬期を除く）。全国から年間2万人以上の子供たちが化石発掘体験に参加しており、2014年には発掘体験に来た小学生が、国内初となる恐竜時代の哺乳類骨格化石を発見している。「かつやまディノパーク」では、実物大の恐竜ロボット43体が設置された森の中を歩いて楽しむことができるほか、電気自動車で巨大昆虫をめぐるツアー等も開催されている（冬期を除く）。